# 高柳滋仁
高柳滋仁，日本男性動畫導演、演出家。代表作是《銀河天使》系列。

## 人物簡介
早年從Studio Pierrot（今Pierrot）電視動畫《幽☆遊☆白書》擔任製作進行一職。
從Pierrot離職之後，目前為自由身。

## 主要參加作品
- 幽☆遊☆白書（製作進行）
- NINKU -忍空-（設定進行、分鏡、演出）
- 熱鬥小馬（分鏡、演出）
- 烈火之炎（分鏡、演出）
- MAZE☆爆熱時空（分鏡）
- 波波羅古洛伊斯物語（分鏡、演出）
- 槍神Trigun（導演、分鏡、演出）
- 庫洛魔法使（分鏡、演出）
- 外星人田中太郎（分鏡、演出）
- 劇場版 庫洛魔法使：被封印的卡片（分鏡、演出協力）
- 銀河天使（分鏡、演出、OP分鏡&演出）
- Panyo Panyo鈴鐺貓娘（導演、分鏡、演出）
- 銀河天使A（導演、分鏡、OP演出）
- 銀河天使AA（導演、分鏡、演出）
- 銀河天使S（導演、分鏡）
- 銀河天使X（導演、分鏡、OP演出）
- 小心啊公主（導演、編劇、分鏡、演出）
- 加奈日記（導演、分鏡、演出）
- 只有神知道的世界（導演、分鏡、演出、ED演出）
- 只有神知道的世界Ⅱ（導演）
- 東京ESP（導演、分鏡、演出、OP&ED演出）
- 粗點心戰爭（導演、劇本統籌、分鏡、演出）
- 血界戰線 & BEYOND（導演）
- YU-NO 在這世界盡頭詠唱愛的少女（分鏡）
- 流汗吧！健身少女（分鏡）

## 相關項目
- 日本動畫師列表